# Mamadou Sarr
Mamadou Sarr, född 29 augusti 2005 i Martigues, är en fransk professionell fotbollsspelare som spelar som mittback för den franska klubben Strasbourg i Ligue 1, på lån från engelska klubben Chelsea. 